# Kostel Navštívení Panny Marie (Veletov)
Kostel Navštívení Panny Marie ve Veletově je novogotická stavba z konce 19. století, která nahradila kostel starší. Jde o filiální kostel farnosti Konárovice v kutnohorsko-poděbradském vikariátu královéhradecké diecéze. V roce 2001 byl kostel navržen k zápisu do Ústředního seznamu kulturních památek České republiky.

## Historie
Veletov je poprvé písemně doložen v roce 1306 a ve středověku se jednalo o samostatnou plebánii (venkovskou farnost). Patronátní právo k farnosti a kostelu měli cisterciáčtí mniši ze Sedleckého kláštera u Kutné Hory. Tento klášter vykonával patronát do husitských válek, po nich přešel Veletov do majetku města Kutné Hory včetně patronátu ke kostelu. Sedlečtí mniši se snažili nějaký čas dostat ves zpět, ale neuspěli. Veletovská plebánie zanikla za třicetileté války a vesnice byla přifařena nejprve ke Kolínu, a od roku 1718 k sousední farnosti Konárovice. V roce 1895 byl původní kostelík pro celkovou zchátralost zbořen. Záhy začala stavba kostela nového v novogotickém stylu. Slavnostní vysvěcení nového kostela se konalo v červenci roku 1897. 

## Stavební podoba
Veletovský kostel je komorní novogotická stavba obdélného půdorysu s odsazeným a zúženým presbytářem, který je pravoúhle uzavřen. Na severu přiléhá k presbytáři malá sakristie, na jihu pak poměrně vysoká věž. V interiéru se nachází jednotné pseudogotické zařízení, výmalba je rovněž pseudogotická. 